# Burg Torn
Die Burg Torn, auch Feste Torn genannt, ist eine abgegangene Burg an der höchsten Stelle der Altstadt in der Langestr. 12, heute Neue Straße, der Stadt Ulm in Baden-Württemberg.
Von der Burg, die vermutlich über einen mehrgeschossigen Turm verfügte, ist nichts mehr erhalten.